# Riva San Vitale
Riva San Vitale je obec ve švýcarském kantonu Ticino. Žije zde přibližně 2 600 obyvatel. Leží na břehu Luganského jezera, asi 11 kilometrů jižně od Lugana.

## Geografie
Obec se nachází v regionu zvaném Sottoceneri (jižní Ticino) a leží na východním úpatí hory Monte San Giorgio na jižním konci ramene Luganského jezera, do kterého se vlévá řeka Laveggio. Nadmořská výška obce se pohybuje okolo 275 metrů. 

## Historie

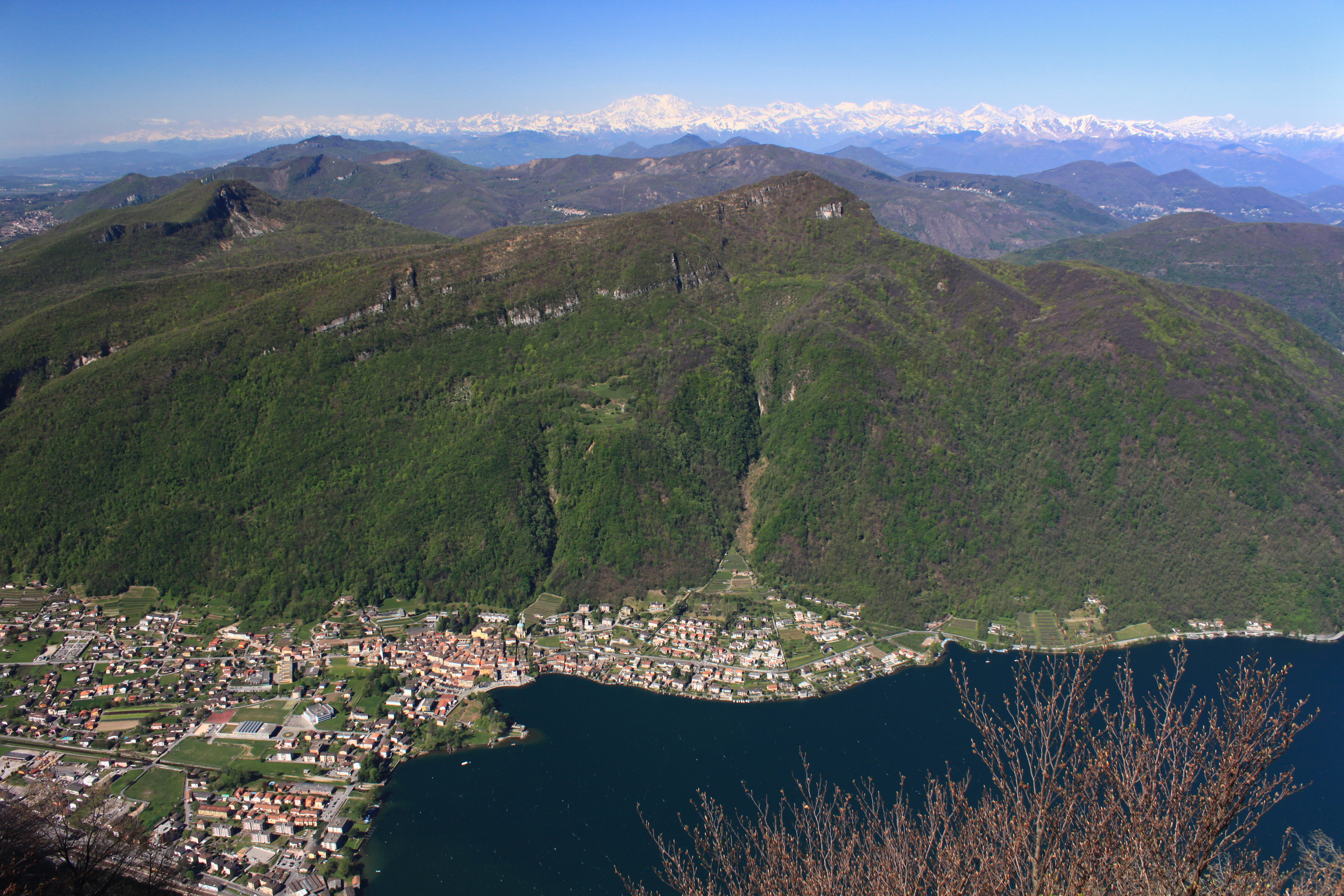
Riva San Vitale

Nejstarší zmínka o obci pochází z roku 774 pod názvem Primo Sobenno; roku 1115 se pak již objevuje jako Ripa Sancti Vitalis.
Z četných nálezů, které svědčí o souvislém osídlení pravděpodobně od neolitu, mají zvláštní význam nálezy římského původu. Na stéle z doby před 3. stoletím n. l. jsou obyvatelé osady Riva San Vitale označeni jako subinates. V roce 1115 vlastnilo benediktinské opatství Sant'Abbondio v Comu majetek v Rivě San Vitale. Během desetileté války mezi Comem a Milánem (1118–1127) tvořil přístav Riva San Vitale důležitou základnu pro comské lodě. V pozdním středověku musela Riva San Vitale, která je v městské listině města Como z roku 1335 zmíněna jako burgus, přenechat své prvenství v obchodním ruchu Capolagu, ale i nadále se těšila různým výsadám a daňovým úlevám, které trvaly až do raného novověku. V 15. století bylo krátce také tržním městem.
Farní kostel San Vitale, poprvé zmiňovaný mezi lety 962–966, pochází velmi pravděpodobně z počátků christianizace jižního alpského podhůří. V letech 1756–1759 byl pozdně barokně přestavěn a naposledy restaurován v letech 1993–1995. Křtitelnice San Giovanni, postavená na základech římské stavby, pochází z raně křesťanských dob (kolem roku 500), byla restaurována v letech 1919–1926 a 1953–1955 a je nejstarším kompletně zachovaným bohoslužebným místem ve Švýcarsku. Kostel Santa Croce, který darovala rodina Della Croce, byl postaven v letech 1582 až 1591 a je jednou z nejvýznamnějších pozdně renesančních sakrálních staveb ve Švýcarsku.
Hlavním zdrojem příjmů bylo dříve zemědělství, rybolov a výroba cihel. Od roku 1869 byla v Segomě v provozu továrna na soukání hedvábí, která v roce 1889 zaměstnávala asi 100 dělníků. Ve druhé polovině 20. století zažila Riva San Vitale průmyslový rozmach a rozvinula se v rezidenční obec. V roce 2000 dojížděly z Rivy San Vitale za prací přibližně tři čtvrtiny pracovních sil, především do Lugana, Mendrisia a Chiassa.

## Obyvatelstvo
| Rok            | 1591 | 1643 | 1719 | 1769 | 1801 | 1850 | 1900 | 1950 | 2000 | 2005 | 2010 | 2020 |
| Počet obyvatel | 500  | 517  | 600  | 636  | 611  | 851  | 1333 | 1166 | 2292 | 2416 | 2490 | 2626 |

Obec se nachází v jižní části kantonu Ticino, která je jednou z italsky mluvících oblastí Švýcarska. Převážná většina obyvatel obce tak hovoří italsky.

## Doprava

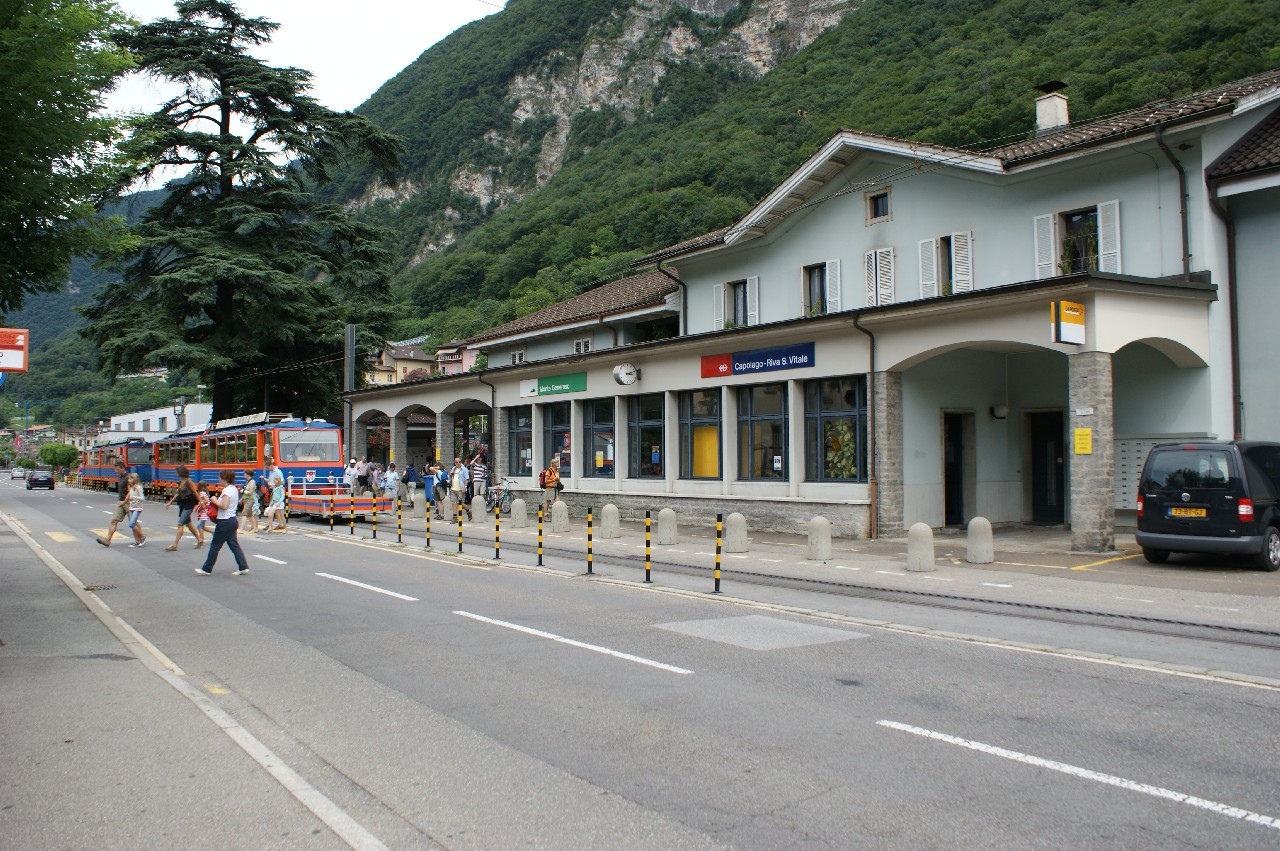
Železniční stanice Capolago-Riva San Vitale

Silniční spojení do obce zajišťují pouze regionální silnice nižších tříd; nejbližší dálniční spojení představuje dálnice A2 (Basilej – Lucern – Gotthard – Lugano – Chiasso) s nejbližším sjezdem v Mendrisiu.
Na území obce se nenachází žádná železnice; v těsné blízkosti však v obci Capolago (součást města Mendrisio) leží železniční stanice Capolago-Riva San Vitale na Gotthardské dráze.